# Will Workman
Will Workman (* 1979 in Frankfurt am Main) ist ein amerikanisch-britischer Theaterschauspieler.

## Leben
Workman ist der Sohn eines US-amerikanischen Opernsängers und einer britischen Balletttänzerin. Er wurde in Frankfurt geboren, wuchs in Hamburg auf und besuchte eine Waldorfschule, an der er erste schauspielerische Erfahrungen, etwa  in Arthur Millers Hexenjagd, sammelte. Früh erhielt er Klavier- und Geigenunterricht.
In seiner Schulzeit war er auch Leitungsturner und nahm an Deutschen Meisterschaften teil.
Workman studierte  an der Hochschule für Musik und Theater Hamburg und schloss sein Studium 2002 mit dem Schauspieldiplom ab. Er trat in Hamburg im Thalia Theater, im Deutschen Schauspielhaus, im Ernst Deutsch Theater sowie am Theater Lüneburg und bei den Festspielen in Jagsthausen auf. In dem Spielfilm Make My Day (2004) von Henrike Goetz übernahm er die Rolle des Chad. Eine weitere Rolle hatte er in dem Kurzfilm Adam & Aisha (2004). Außerdem wirkte er in der Fernsehserie Bella Block (2003), in dem Kurzfilm Adam & Aisha (2004) und in dem Fernsehfilm Stürmische Zeiten (2008) mit.
2007 ging er zum Theater Lübeck, dessen Ensemble er seither angehört. Seine erste Rolle war dort die des Lebemanns Christian Buddenbrook nach dem Roman von Thomas Mann. Er spielte  den „Puck“ in Ein Sommernachtstraum und den „Lopachin“ in Tschechows Der Kirschgarten. In der Spielzeit 2012/2013 gab er unter anderem den „Rocky“ in The Rocky Horror Show.
Seine Solorolle als Jürgen Bartsch in Bartsch, Kindermörder von Oliver Reese (Regie: Katrin Lindner) wurde als „schauspielerische Meisterleistung“ besprochen.